# Shin Yu-bin
Shin Yu-bin (n. 5 iulie 2004, Suwon, Coreea de Sud) este o jucătoare de tenis de masă ce a reprezentat Coreea de Sud, medaliată olimpică. A participat la 2 ediții ale Jocurilor Olimpice (2020, 2024) în care a câștigat o medalie de bronz.